# 梁定原
梁定原（韓語：양정원，1989年9月22日—），韓國女演員及節目主持人。

## 簡歷
梁定原畢業於宣和藝術高中芭蕾和舞蹈專業，延世大學體育心理學。她於2008年開始參與演藝活動，當演員、節目主持人及健身節目的彼拉提斯教練，獲稱為韓國五大網路瑜伽美女之一。

## 演出作品

### 電視劇
- 2006~2007年：《不可阻挡的High Kick！》
- 2008年：《沒禮貌的英爱小姐》飾演 梁定原
- 2012年：《你为什么结不了婚?》

### 綜藝節目
- 2015年：《出发梦之队》
- 2015年：《The Body Show2》
- 2016年：《非常私人的TV》
- 2017年：《叢林的法則》[4]

## 外部連結
- 梁定原的Instagram帳戶
- YouTube上的梁定原頻道